# Nicolas Djomo
Nicolas Djomo Lola (ur. 3 lipca 1944 w Lushimapenge) – kongijski duchowny katolicki, biskup Tshumbe w latach 1997-2022.

## Życiorys
Święcenia kapłańskie przyjął 20 sierpnia 1972.

## Episkopat
20 maja 1997 Jan Paweł II mianował go biskupem ordynariuszem diecezji Tshumbe. Sakry biskupiej udzielił mu 9 listopada 1997 nuncjusz apostolski w Zairze - arcybiskup Faustino Sainz Muñoz. 11 czerwca papież Franciszek przyjął jego rezygnację z funkcji biskupa diecezjalnego.